# ۱۰۳ (پیش از میلاد)
۱۰۳ (پیش از میلاد) ۱۰۳مین سال قبل از تقویم میلادی است.